# Coronacrisis in Curaçao
De coronacrisis in Curaçao begon met de eerste besmetting met het coronavirus SARS-CoV-2 in Curaçao op vrijdag 13 maart 2020. Het betrof een 68-jarige man uit Noord-Brabant die op vakantie was in het land. Op 18 maart werd gemeld dat hij was overleden aan de gevolgen van COVID-19, de ziekte veroorzaakt door het SARS-CoV-2-virus. Op 9 juli waren er geen besmettingen meer, maar op 15 juli werd opnieuw iemand positief getest. Van 6 tot 10 augustus waren er opnieuw geen besmettingen.
Vanaf 10 augustus 2020 steeg het aantal positief geteste mensen sterk. Op 7 december waren er meer dan 1800 actieve besmettingen. Op 29 januari 2021 was dit aantal gedaald tot minder dan honderd.
In februari 2021 werd een besmetting ontdekt met de alfavariant van het coronavirus. Vanaf 7 maart liep het aantal actieve besmettingen opnieuw sterk op, tot meer dan 4700 op 11 april. Op 5 juni waren het er minder dan twintig.
In juli 2021 juli werd de deltavariant van SARS-CoV-2 aangetroffen en steeg het aantal besmettingen tot bijna zevenhonderd. Vanaf 21 september daalde het gestaag, tot honderd op 2 november.
Eind december 2021 werd de omikronvariant van het coronavirus geconstateerd en sindsdien liep het aantal besmettingen snel op tot bijna 12.000 tot half januari, om daarna weer even snel te dalen. Op 2 maart 2022 waren er nog 288 actieve besmettingen en stopten de gezondheidsautoriteiten met het dagelijks publiceren van de besmettingscijfers. Vanaf die datum fluctueerde het aantal actieve besmettingen geruime tijd tussen de 300 en 600. Op 23 augustus 2022 waren er nog slechts 46 actieve besmettingen.

## Tijdlijn

### Maart 2020
- 6 maart: Curaçao is, evenals Aruba en Sint Maarten, achtergebleven bij de invoering van de International Health Regulations. Deze werden overeengekomen door de 196 lidstaten van de Wereldgezondheidsorganisatie (WHO) en werden van kracht in 2007. Sinds vijf jaar ligt de eindverantwoordelijkheid hiervoor niettemin bij het Rijksinstituut voor Volksgezondheid en Milieu (RIVM). Toen tekende Nederland met de drie landen een samenwerkingsovereenkomst omdat was gebleken dat ze niet opgewassen waren tegen een eventuele uitbraak van een besmettelijke ziekte.[14]
- 13 maart: Premier Eugene Rhuggenaath meldt het eerste bevestigde geval van SARS-CoV-2 in het land. Het gaat om een 68-jarige Nederlandse vakantieganger. Zijn vrouw wordt ook positief op het virus getest.[15]
- 16 maart: Alle internationale vluchten worden opgeschort. Bijeenkomsten met tien of meer mensen zijn verboden. Mensen wordt gevraagd op hun plek van bestemming te blijven.[16]
- 17 maart: Alle scholen worden gesloten.[16]
- 18 maart: De man bij wie als eerste het virus was vastgesteld, overlijdt in het Curaçao Medical Center.[17]
- 27 maart: Bij een medewerker van het laboratorium wordt het virus vastgesteld. Hij had geen contact met patiënten. Uit voorzorg worden negen van zijn directe collega's in quarantaine geplaatst.[18]
- 28 maart: Er wordt een avondklok ingesteld tussen 21.00 en 6.00 uur.[16]
- 30 maart: Iedereen moet thuisblijven.[16]

### April 2020
- 1 april: Voertuigen mogen alleen op bepaalde dagen op de weg komen, afhankelijk van hun kenteken. 's Zondags mag niemand naar buiten.[16]
- 5 april: De Nederlandse luchtmacht brengt medische apparatuur en medicijnen naar Sint Maarten waarmee extra intensivecarebedden gerealiseerd worden die bedoeld zijn voor patiënten van alle eilanden in het koninkrijk. Er is voor Sint Maarten gekozen, omdat daar op dat moment de grootste nood is.[19]

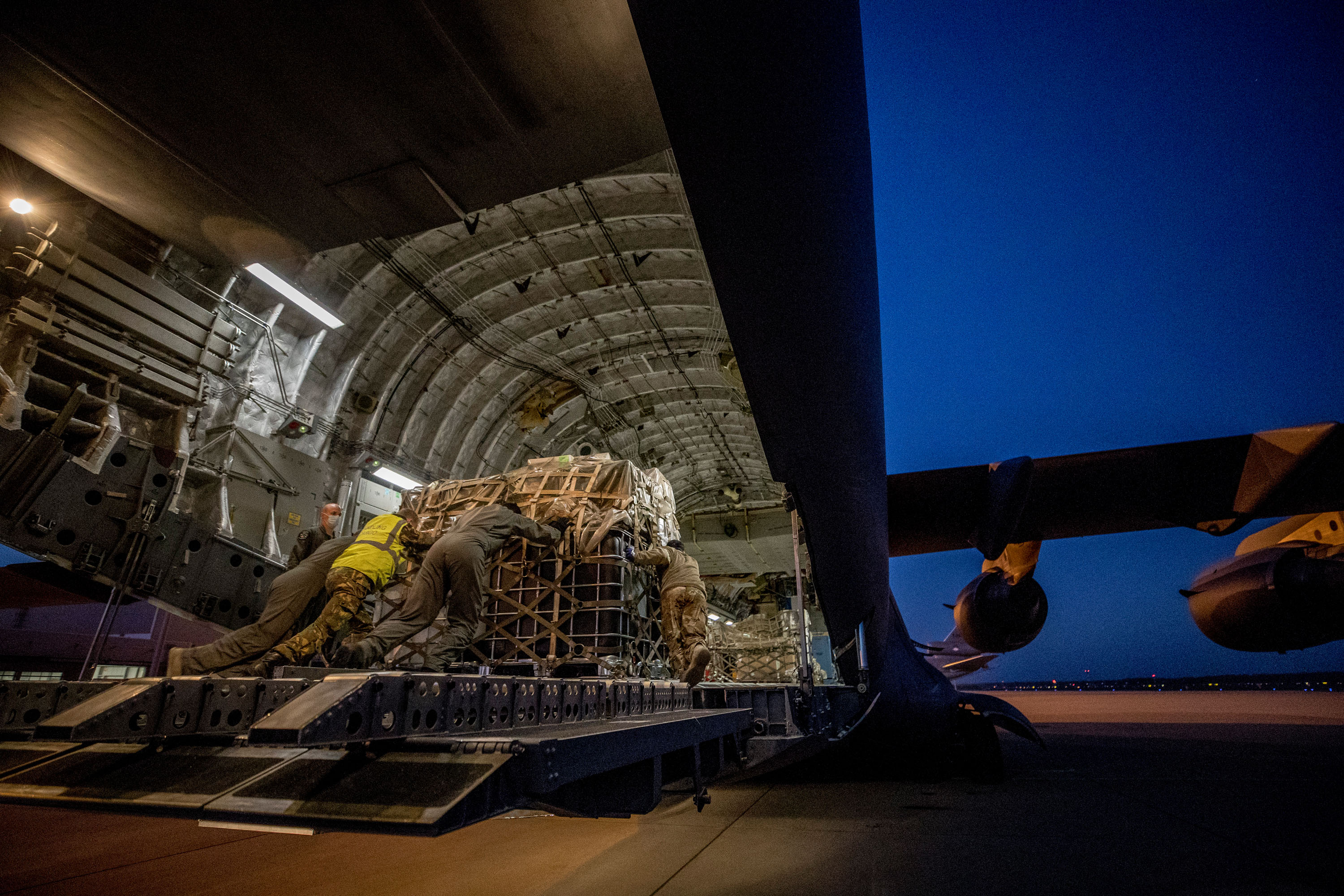
Zending van medische apparatuur en medicijnen uit Eindhoven, 5 april 2020

- 9 april: Raymond Knops, minister van Binnenlandse Zaken en Koninkrijksrelaties, biedt Curaçao een noodlening aan van € 90 miljoen. Niet iedereen reageert enthousiast op het bedrag, omdat er veel meer geld nodig is. De eilanden zijn voor het overgrote deel afhankelijk van toerisme en de inkomsten zijn vrijwel geheel weggevallen.[20]
- 11 april: Vanuit Nederland worden medische benodigdheden verzonden, waaronder twaalf ic-bedden.[21] Hiermee wordt het aantal ic-bedden verhoogd tot vijftig.[22]
- 13 april: Zr.Ms Karel Doorman vertrekt vanuit Den Helder om te ondersteunen met voedselhulp, grenscontrole en openbare orde. Er is een coördinatiepunt in Martinique opgezet om de grenscontroles van Caribisch Nederland, Frankrijk en het Verenigd Koninkrijk te coördineren.[23]
- 15 april: Minister van Gezondheid, Milieu en Natuur Suzanne Römer kondigt aan dat op kosten van Nederland ondersteunend zorgpersoneel uit de Verenigde Staten wordt ingevlogen. Het gaat om 82 personen: vijf intensivisten, vijftig intensievezorgverpleegkundigen, dertien verpleegkundigen en veertien paramedici gespecialiseerd in intensieve zorg. Op kosten van Curaçao komen nog eens acht doktoren en specialisten en twaalf verpleegkundigen uit Cuba.[24]
- 17 april: De regering kondigt een financieel ondersteuningsprogramma aan voor bedrijven, werknemers en werklozen.[25]
- 18 april: Er zijn 286 mensen getest en 1.500 gerepatrieerd. Er wordt een stapsgewijze versoepeling van maatregelen gepland.[26]
- 21 april: De lockdown-regels worden versoepeld. Bepaalde bedrijven mogen weer diensten verlenen, met inachtneming van veiligheidsvoorschriften.[27]

### Mei 2020
- 6 mei: Gestrande reizigers uit Europa worden gerepatrieerd.[28]
- 7 mei: Nationaal epidemioloog Izzy Gerstenbluth geeft te kennen dat, ondanks de start van de afschaling van de maatregelen, de avondklok voorlopig van kracht blijft vanwege het verhoogde risico van samenscholing tijdens de avonduren.[29]
- 22 mei: De maatregelen tegen het virus worden verder versoepeld; de avondklok geldt alleen nog van 00.00 uur tot 6.00 uur.[30]

### Juni 2020
- 4 juni: De avondklok wordt afgeschaft maar het samenscholingsverbod wordt weer ingevoerd.[31]
- 24 juni: Betogers protesteren tegen de ontslagen en salariskortingen wegens de economische malaise op het eiland en eisen het aftreden van premier Rhuggenaath. Bij het gewelddadige einde van de demonstratie wordt grote schade aangericht aan de openbare ruimte, aan winkels en andere gebouwen. Er wordt weer een avondklok ingesteld.[32][33]
- 26 juni: Op verzoek van de lokale autoriteiten stuurt Nederland militairen om de orde te handhaven.[34]

### Juli 2020
- 1 juli: De grens gaat weer open voor toeristen uit Nederland.[35]
- 5 juli: De Voedselbank maakt bekend dat zij in de afgelopen negen weken dertigduizend voedselpakketten heeft afgeleverd bij elf- tot twaalfduizend huishoudens; dit is een vertienvoudiging van het aantal pakketten voor de coronacrisis.[36]
- 9 juli: Er zijn geen actieve besmettingen meer.[37]
- 15 juli: Er is een nieuwe besmetting gemeld.[6]

### Verloop van de eerste golf
Aantal actieve besmettingen van 13 maart tot 9 juli 2020
Vanwege een beveiligingsprobleem met de MediaWiki Graph-software is het momenteel niet mogelijk deze grafiek weer te geven. Zodra de software is bijgewerkt zal de grafiek vanzelf weer zichtbaar worden.
Noot: de data van 17 juni tot 30 juni ontbreken.

### Augustus 2020
- 10 augustus: Er is een nieuwe besmetting geconstateerd: een bemanningslid van een cruiseschip dat al in quarantaine was, is positief getest.[7]

### September 2020
- 14 september: Naar aanleiding van de recente toename van het aantal besmettingen wordt er weer een avondklok ingevoerd.

### November 2020
- 4 november: Een lokale patiënt die op 3 november was opgenomen op de intensive care van het Curaçao Medical Center is overleden. Het aantal overleden patiënten komt hiermee op twee.
- 11 november: Er is een recordaantal van 51 nieuwe besmettingen. Volgens minister Anthony Begina heeft dit niets te maken met de instroom van Nederlandse vakantiegangers (de Caribische delen van het koninkrijk zijn de enige vakantiebestemmingen zonder negatief reisadvies.) Er zijn nu 315 actieve besmettingen, zeven mensen liggen in het ziekenhuis, van wie één op de intensive care.[38][39] Mondkapje met afbeelding van de Curaçaose vlag

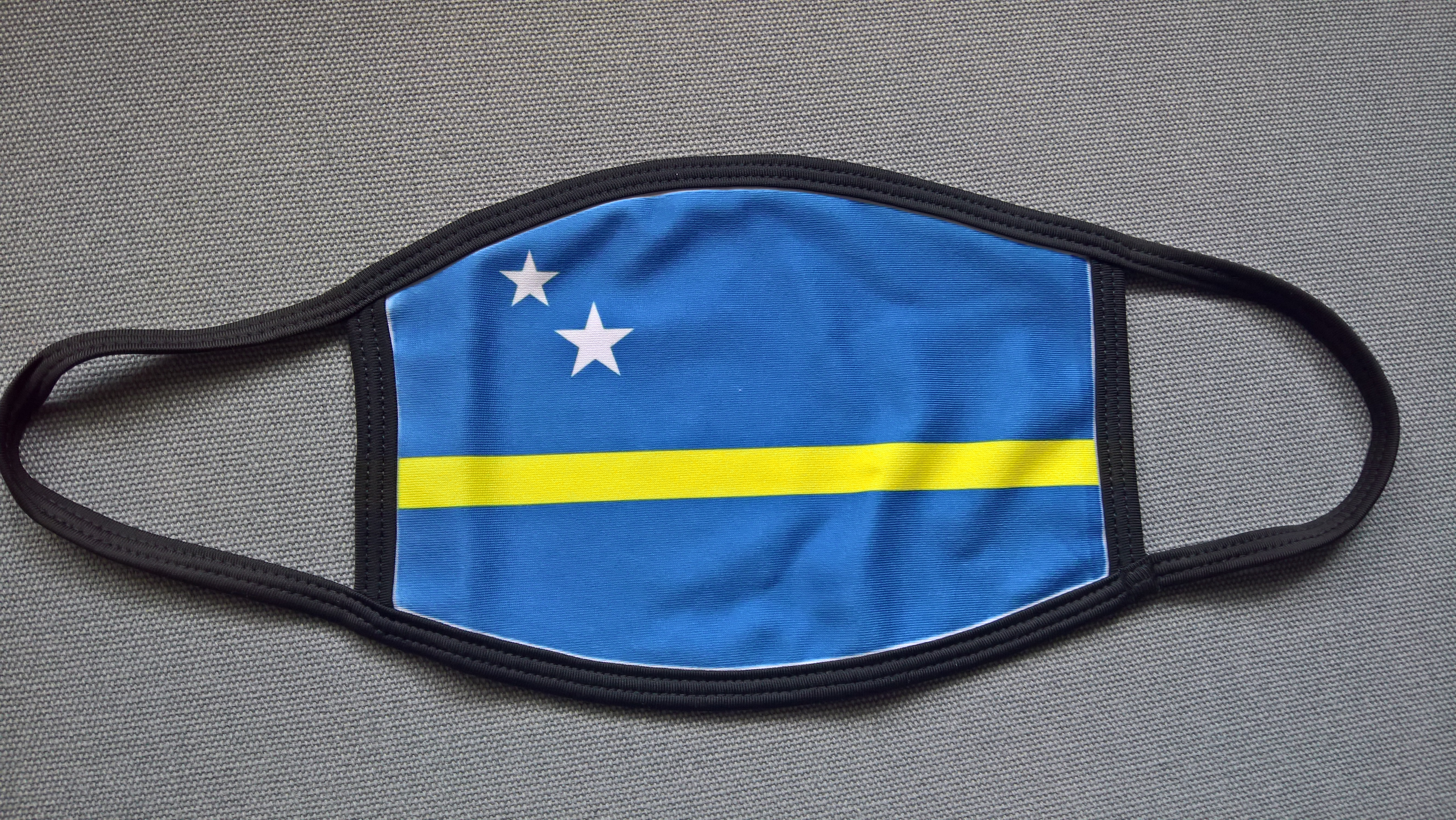
Mondkapje met afbeelding van de Curaçaose vlag

- 16 november: Omdat het aantal besmettingen is opgelopen van twintig naar gemiddeld veertig mensen per dag, worden nieuwe, strengere maatregelen ingevoerd. De avondklok geldt van 21.00 tot 4.30 uur, winkels en restaurants moeten om 20.00 uur dicht. Volwassenen moeten een mondkapje dragen in winkels, bij begrafenissen en in het openbaar vervoer. Samenkomsten van meer dan vier personen zijn verboden.[40]
- 18 november: Na maandenlang rond de 300 actieve besmettingen, is dit gestegen naar 527; acht personen zijn opgenomen in het ziekenhuis. Het aantal van 67 nieuwe positief getesten van vandaag is het hoogste tot nu toe.
- 19 november: Een man van boven de tachtig die in het ziekenhuis lag en was besmet met het coronavirus is overleden.[41]
- 25 november: Er is opnieuw een recordaantal besmettingen: 105 positief geteste mensen op een dag. Premier Rhuggenaath noemt het aantal alarmerend.[42]
- 27 november: Een vierde patiënt is overleden. Het is de derde achtereenvolgende dag met meer dan honderd positieve testen. Er zijn voor het eerst meer dan duizend actieve besmettingen.[43]

### December 2020
- 1 december: Drie mensen zijn overleden aan het coronavirus, twee in het ziekenhuis en een in verzorgingstehuis Bethesda. Het aantal overleden patiënten komt hiermee op zeven. Er zijn deze dag 124 nieuwe besmettingen; vijftien mensen liggen in het ziekenhuis, van wie twee op de intensive care.[44] Het is in de horeca niet langer toegestaan alcohol te schenken.
- 7 december: Er zijn meer dan 1800 actieve besmettingen.[8] Het eiland kampt vrijwel de gehele dag met een complete stroomuitval, die volgens het nutsbedrijf Aqualectra te wijten is aan onderbezetting door corona.[45][46]
- 8 december: Het Nederlandse ministerie van Buitenlandse Zaken past het reisadvies voor Curaçao aan van 'geel' naar 'oranje': het adviseert Curaçao alleen voor noodzakelijke reizen te bezoeken.[47]
- 10 december: Premier Rhuggenaath roept de noodtoestand uit.[48]
- 17 december: De Nederlandse regering schrapt alle vakantievluchten.[49]

### Januari 2021
- 6 januari: Het aantal actieve besmettingen is in een maand tijd gehalveerd, van meer dan 1800 op 7 december tot onder de negenhonderd.[50]
- 24 januari: Het aantal actieve besmettingen is gedaald tot minder dan honderd.[9]
- 31 januari: In totaal zijn 21 coronapatiënten overleden.[51]

### Verloop van de tweede golf
Aantal actieve besmettingen van 9 augustus 2020 tot 31 januari 2021
Vanwege een beveiligingsprobleem met de MediaWiki Graph-software is het momenteel niet mogelijk deze grafiek weer te geven. Zodra de software is bijgewerkt zal de grafiek vanzelf weer zichtbaar worden.

### Februari 2021
- 4 februari: Er is een besmetting ontdekt met de Britse of alfavariant van het coronavirus. De preventieve maatregelen, waaronder een avondklok tussen 23.00 uur en 4.30 uur, zijn verlengd en er zijn strengere maatregelen ingesteld voor het reisverkeer tussen Curaçao en Aruba na de ontdekking van de alfavariant op Aruba.[52] Alcohol drinken buitenshuis mag weer. Op 15 februari wordt begonnen met vaccineren van het zorgpersoneel en zestigplussers.[53]
- 19 februari: De autoriteiten zijn bezorgd over het aantal mensen dat niet gevaccineerd wil worden. Miro Amparo dos Santos, leider van oppositiepartij Kòrsou di Nos Tur, raadde de bevolking deze week aan om zich niet te laten vaccineren.[54]
- 24 februari: Start van de vaccinatiecampagne.[55] Een van de eerste mensen die gevaccineerd worden, is Dinah Veeris, de eigenares van kruidentuin Den Paradera, die gezien wordt als influencer.[56]

### Maart 2021
- 7 maart: Het aantal besmettingen loopt weer op: er zijn nu 112 actieve besmettingen, vier patiënten met het virus zijn opgenomen in het ziekenhuis, een van hen ligt op de intensive care. De laatste keer dat er meer dan honderd besmettingen waren, was op 23 januari. Van de nieuwe besmettingen betreft 75 procent de alfavariant. De maatregelen worden weer aangescherpt: de avondklok geldt van 22.00 uur tot 04.30 uur, restaurants en andere horecagelegenheden moeten om 21.00 uur sluiten.[57]
- 10 maart: De Mexicaanse variant van het virus is in Curaçao opgedoken. In een week tijd is het aantal actieve gevallen meer dan verdubbeld.[58]
- 12 maart: Volgens een artikel in de ESB lijkt de coronacrisis de economieën van Curaçao, Aruba en Sint-Maarten harder te treffen dan andere Caribische (ei)landen. Dit hangt samen met het gegeven dat de CAS-landen een meer open economie kennen en afhankelijker zijn van handel en toerisme.[59]
- 13 maart: Staatssecretaris Raymond Knops van Binnenlandse Zaken en Koninkrijksrelaties maakt nog eens 15,2 miljoen euro vrij om de voedselhulp aan Aruba, Sint Maarten en Curaçao tot en met juni voort te kunnen zetten. Tussen mei 2020 en mei 2021 betaalde Nederland al 41,7 miljoen euro. Het Rode Kruis coördineert de voedselhulp.[60]
- 15 maart: De maatregelen zijn verder aangescherpt: de avondklok geldt van 21.00 uur tot 4.30 uur, restaurants en andere horecagelegenheden moeten om 20.00 uur sluiten. 8.500 mensen boven de zestig en zorgmedewerkers zijn gevaccineerd. Deze groep wordt uitgebreid met de chronisch zieken.[61]
- 16 maart: De overheidsschuld van Curaçao neemt snel toe, mede als gevolg van de coronapandemie en de steun vanuit Nederland in de vorm van nieuwe leningen.[62]
- 18 maart: Er is weer een coronapatiënt overleden, de eerste sinds 8 februari. Het totaal aantal sterfgevallen komt daarmee op 23.[63]
- 21 maart: Het aantal coronapatiënten is alarmerend gestegen, vooral door de aanwezigheid van de alfavariant. Er zijn nu duizend actieve besmettingen.[64]
- 24 maart: Het land gaat weer in een lockdown. Mensen mogen op basis van hun nummerplaat maar twee dagen per week de straat op om naar essentiële winkels te gaan.[65]
- 28 maart: Het aantal ziekenhuisopnames stijgt snel, er liggen 68 coronapatiënten in het ziekenhuis. De niet-acute zorg is voorlopig uitgesteld en poliklinische afspraken zijn voor onbepaalde tijd afgezegd. In het Curaçao Medical Center (CMC) zijn veertien extra ic-plekken ingericht.[66]
- 31 maart: Minister-president Eugene Rhuggenaath zegt dat de situatie "heel ernstig" is en dat het ziekenhuis vol is. Volgens epidemioloog Izzy Gerstenbluth zijn bij de laatste coronagerelateerde sterfgevallen relatief veel jonge mensen, van tussen de twintig en veertig jaar. De parlementsverkiezingen van 19 maart lijken mede te hebben gezorgd voor een snelle verspreiding van het virus.[67]

### April 2021
- 1 april: Nederland roept toeristen en stagiaires op om Curaçao te verlaten in verband met het toegenomen aantal coronapatiënten en de druk op de gezondheidszorg.[68]
- 2 april: Curaçao heeft het hoogste aantal nieuwe coronabesmettingen per 100.000 inwoners ter wereld.[69] Er zijn nu dagelijks zo'n 500 nieuwe besmettingen op een bevolking van 160.000. Het vaccineren is op 24 februari begonnen, maar sindsdien zijn er slechts 16.000 mensen geprikt. Het CMC is vrijgemaakt voor COVID-patiënten, het oude Sehos-ziekenhuis wordt gebruikt voor de overige zorg. Veel COVID-patiënten worden thuis verpleegd. De avondklok is opnieuw aangepast, iedereen moet nu binnen zijn om 19.00 uur.[70][71] Nederland stuurt 30.000 extra vaccins naar Curaçao en Aruba.[72]
- 4 april: De lockdown wordt verder aangescherpt. Onder andere advocaten, werknemers van autoverhuurbedrijven en bankmedewerkers mogen niet meer naar hun werk.[73] Zestien Nederlandse verpleegkundigen en vier artsen vertrekken naar Curaçao om de ziekenhuizen te ondersteunen en de lokale GGD te helpen sneller te prikken. Nederland stuurt ook medische apparatuur, waaronder beademingsapparaten.[74]
- 5 april: In het paasweekend zijn tien mensen aan corona overleden, waardoor het aantal sterfgevallen is gestegen tot 52. Het aantal actieve besmettingen is gestegen tot 4.489; er liggen 126 coronapatiënten in het ziekenhuis.[75] De regering gaat het aantal vaccinaties opschalen naar 7000 tot 9000 prikken per dag.[76]
- 9 april: Nog eens 48 zorgmedewerkers zijn uit Nederland naar Curaçao vertrokken om het ziekenhuispersoneel te ondersteunen.[77]
- 10 april: Militairen uit Assen gaan assisteren bij het vaccineren en met het handhaven van de coronamaatregelen.[78]
- 12 april: De intensive care van het ziekenhuis is vol met 46 patiënten; zeven coronapatiënten zijn naar Aruba overgebracht.[79]
- 24 april: Curaçao is nu het land waarbij de meeste vaccinaties per dag worden gezet. Er mag weer gezwommen worden in zee.[80]
- 25 april: Sinds de strenge lockdown en het opschalen van het vaccineringstraject is het aantal positief geteste mensen drastisch afgenomen. Het aantal coronapatiënten in het ziekenhuis blijft echter hoog.[81]
- 29 april: Voor het eerst sinds eind maart is er niemand overleden aan de gevolgen van corona.[82] Er zijn al 71.374 personen gevaccineerd, waarvan 21.654 ook een tweede prik hebben gehad.[83] Voor vaccinatie wordt op 29 en 30 april en 3 mei gratis vervoer aangeboden; per dag rijdt het ABC busbedrijf een andere route vanaf de buitendistricten naar het vaccinatiecentrum in het winkelcentrum Sambil.[84]

### Mei 2021
- 3 mei: De avondklok wordt verschoven van 19.00 uur naar 21.00 uur, restaurants mogen hun terrassen weer openen voor de helft van de capaciteit, en winkels mogen onder voorwaarden weer open.[85]
- 6 mei: De epidemie lijkt grotendeels onder controle.[86] Er liggen nog vijftien patiënten op de COVID-afdeling van het CMC. Er zijn nog 202 actieve besmettingen.[87]
- 12 mei: Voor het eerst sinds drie maanden zijn er geen nieuwe besmettingen geregistreerd en is niemand overleden aan de gevolgen van het virus.[88] Behalve de Britse, zijn ook de Indiase, Braziliaanse en Colombiaanse variant op Curaçao vastgesteld.[89]
- 18 mei: De maatregelen worden verder versoepeld; de avondklok gaat pas om 23.00 uur in, restaurants mogen weer gasten binnenlaten en de stranden mogen open tot 20.00 uur.[90]
- 29 mei: De derde coronagolf lijkt voorbij. Tussen 23 en 29 mei zijn meer dan vijfduizend mensen getest en werd slechts een besmetting gemeld. Sinds 20 mei zijn er geen coronagerelateerde sterfgevallen meer. Er zijn nog 28 actieve besmettingen.[91]

### Juni 2021
- 10 juni: Het eerste cruiseschip sinds het begin van de coronacrisis komt aan op Curaçao. Twee passagiers blijken besmet te zijn met het coronavirus.[92]
- 17 juni: Er is opnieuw een patiënt overleden. Het totale aantal coronagerelateerde sterfgevallen bedraagt nu 123.[93]

### Verloop van de derde golf (alfavariant)
Aantal actieve besmettingen van 1 februari tot 30 juni 2021
Vanwege een beveiligingsprobleem met de MediaWiki Graph-software is het momenteel niet mogelijk deze grafiek weer te geven. Zodra de software is bijgewerkt zal de grafiek vanzelf weer zichtbaar worden.

### Juli 2021
- 4 juli: Er liggen geen coronapatiënten meer op de intensive care, nog wel vier op zaal. Er zijn in totaal nog 24 actieve besmettingen.[94]
- 6 juli: De Nederlandse regering stuurt nog eens 14,1 miljoen euro naar Curaçao, Aruba en Sint Maarten voor voedselhulp. Het totale bedrag sinds het begin van de coronacrisis komt hiermee op 85,4 miljoen euro.[95]
- 11 juli: Het voetbalteam van Curaçao trekt zich terug uit de strijd om de Gold Cup 2021 omdat een groot aantal spelers positief is getest.[96]
- 17 juli: De GGD laat weten dat de deltavariant van Covid19 op Curaçao is aangetroffen.[97]
- 19 juli: 39 Nederlandse militairen die op Curaçao bijstand geven, zijn positief getest.[98]
- 22 juli: Het aantal positief geteste mensen is sinds 5 juni toegenomen van 18 naar 561.[99] Twee-derde van de besmette personen zijn jongeren onder de 24 jaar.[100]

### Augustus 2021
- 6 augustus: Volgens het RIVM zijn de maatregelen die Curaçao neemt om de crisis te bestrijden onvoldoende. Er liggen nu 21 mensen met Covid in het ziekenhuis, van wie vijf op de intensive care. De vorige week zijn drie mensen aan Covid overleden.[101]
- 13 augustus: Er geldt opnieuw een avondklok van 0.00 tot 4.30 uur, en er mogen geen activiteiten worden georganiseerd met meer dan honderd mensen.[102]

### September 2021
- 2 september: De noodtoestand wordt met negentig dagen verlengd. Minister van Heydoorn van Onderwijs, Wetenschap, Cultuur en Sport maakt bekend dat het carnaval van 2022 wordt uitgesteld en dat er geen vergunning wordt gegeven voor de traditionele Sinterklaasintocht in Willemstad.[103]
- 17 september: Epidemioloog Izzy Gerstenbluth maakt bekend dat van de patiënten die tussen 22 juli en 15 september in het ziekenhuis werden opgenomen, 98 procent niet volledig was gevaccineerd.[104]

### Oktober 2021
- 5 oktober: Sinds 21 september is het aantal actieve besmettingen gedaald van 509 tot 351.[11]
- 20 oktober: Het aantal actieve besmettingen is gedaald naar 210.[105]
- 24 oktober: Honderdduizend bewoners van Curaçao zijn ten minste een keer gevaccineerd. Op het eiland wonen honderdzestigduizend mensen.[106]
- 27 oktober: Curaçao accepteert het Europese coronacertificaat, dat via de CoronaCheck-app is op te vragen. Voor volledig gevaccineerde Nederlandse reizigers gelden nu dezelfde regels als voor gevaccineerde Curaçaoënaars, zij hoeven zich niet meer voor hun reis en op de derde dag na aankomst te laten testen.[107]

### November 2021
- 2 november: Het aantal actieve besmettingen is gedaald tot honderd.[12]
- 15 november: Er liggen nog vijf patiënten met corona in het CMC, het laagste aantal sinds juli.[108]
- 29 november: In totaal zijn er 178 corona-gerelateerde sterfgevallen.[109]

### Verloop van de vierde golf (deltavariant)
Aantal actieve besmettingen van 1 juli tot 30 november 2021
Vanwege een beveiligingsprobleem met de MediaWiki Graph-software is het momenteel niet mogelijk deze grafiek weer te geven. Zodra de software is bijgewerkt zal de grafiek vanzelf weer zichtbaar worden.

### December 2021
- 17 december: Het aantal coronabesmettingen is in tien dagen gestegen van 102 naar 202.[110]
- 22 december: Evenementen met meer dan honderd personen en dansfeesten zijn niet langer toegestaan. In de privésfeer mag men met maximaal vier personen bijeenkomen.[111]
- 23 december: De Nederlandse regering stopt de coronasteun aan Aruba, Sint Maarten en Curaçao.[112]
- 24 december: De omikronvariant van het virus is op Curaçao geconstateerd. Het aantal besmettingen is toegenomen naar 964. De regering wil zo snel mogelijk iedereen op het eiland van achttien jaar en ouder een boosterprik te geven.[113]
- 30 december: Het Curaçao Medical Center slaat alarm wegens het tekort aan personeel en het uitblijven van maatregelen tegen de verspreiding van het virus.[114]
- 31 december: Er zijn 3192 actieve besmettingen.[115]  In totaal zijn 189 coronapatiënten overleden.[116] De regering van Curaçao zal Nederland vragen om meer medisch personeel maar voorlopig komt er geen avondklok.[117]

### Januari 2022
- 4 januari: Er geldt een avondklok van 1 tot 4.30 uur.[118] Er liggen 22 Covid-patiënten in het ziekenhuis, van wie acht op de intensive care. Directeur Gilbert Martina zegt dat het ziekenhuis aan zijn limiet zit en geen nieuwe golf besmettingen aan kan.[119]
- 5 januari 2022: Het ziekenhuis schrapt niet-spoedeisende operaties omdat er niet genoeg personeel is. Meer dan honderd medewerkers zijn besmet; anderen zitten in quarantaine omdat ze in nauw contact waren met besmette personen.[120]
- 6 januari:  Er is een nieuw dagrecord van 1243 nieuwe besmettingen, er zijn 6726 actieve besmettingen; 27 Covid-patiënten liggen in het ziekenhuis van wie zeven op de intensive care.[121]
- 7 januari: De maatregelen worden aangescherpt. De avondklok geldt vanaf 22 uur. De scholen blijven dicht tot 17 januari en de carnavalsvakantie vervalt. De horeca moet om 21 uur dicht en het openbaar vervoer stopt om 22 uur.[122]
- 8 januari: Vier gevangenen in het SDKK zijn besmet.[123]
- 9 januari: In het ziekenhuis is een ernstig personeelstekort: tweehonderd personeelsleden zijn ziek of in quarantaine. Alle niet-spoedeisende operaties zijn geschrapt.[124]
- 13 januari: Er zijn bijna 11.000 coronapatiënten, veertig mensen liggen in het ziekenhuis.[125]
- 14 januari: Het ziekenhuis beperkt de bezoekuren: er is slechts één bezoeker toegestaan tussen 17 en 19 uur.[126]
- 17 januari: Extra medisch personeel dat door het ministerie van VWS is aangetrokken, is in het ziekenhuis aan het werk gegaan.[127]
- 19 januari: In 2020 verloren negenduizend mensen in de horeca- en hotelsector hun baan door de pandemie. Nu de branche opkrabbelt, is er een groot personeelstekort.[128]
- 21 januari: Het aantal actieve besmettingen is gedaald tot onder de tienduizend. Alle zestien ic-bedden in het ziekenhuis zijn bezet, terwijl zeventien patiënten intensieve zorg nodig hebben.[129][130]
- 24 januari: De snelle toename van het aantal coronabesmettingen lijkt voorbij. Het aantal besmette personen is gedaald tot 4.703.[131]
- 25 januari: Het aantal ziekenhuisopnames loopt nog steeds op. 42 personeelsleden van het ziekenhuis zitten nog thuis in isolatie. Om het tekort op te vangen huurt het ziekenhuis 35 arts-assistenten in via het Amerikaanse medische uitzendbureau AMI. Het ziekenhuis dreigt op ‘code zwart’ te moeten overschakelen.[132]
- 31 januari: Bijna zestienduizend mensen hebben in januari Covid gekregen, 43 zijn overleden.[133]

### Februari 2022
- 7 februari: Het ziekenhuis gaat weer reguliere operaties uitvoeren. Het aantal coronabesmettingen is gedaald van  11.965 op 17 januari naar 1449.[134]
- 11 februari: Sinds op 15 december de omikronvariant op Curaçao werd geconstateerd, zijn 115 coronapatiënten overleden, dat is 45 procent van  alle covid-doden sinds het begin van de pandemie.[135]
- 13 februari: Het aantal actieve besmettingen is gedaald tot onder de duizend.[136]

### Maart 2022
- 8 maart: Een groot deel van de coronamaatregelen is ingetrokken. Toeristen hoeven geen PCR-test meer te doen om Curaçao binnen te komen.[137]
- 25 maart: De leningen van ruim een miljard euro die Nederland aan Aruba, Curaçao en Sint Maarten verstrekte als noodsteun worden verlengd en blijven renteloos.[138]
- 31 maart: In maart waren er 1710 nieuwe positieve testuitslagen en vijf sterfgevallen, mogelijk als gevolg van het loslaten van de laatste maatregelen.[139]

### Mei 2022
- 31 mei: De regering maakt bekend dat de noodtoestand op 5 juni wordt opgeheven. Deze was op 10 december 2020 ingegaan.[140]

### September 2022
- 6 september: Er liggen geen patiënten met Covid-19 meer in het Curaçao Medical Center.[141]

### Verloop van de vijfde golf (omikronvariant)
Aantal actieve besmettingen van 1 december 2021 tot 2 maart 2022
Vanwege een beveiligingsprobleem met de MediaWiki Graph-software is het momenteel niet mogelijk deze grafiek weer te geven. Zodra de software is bijgewerkt zal de grafiek vanzelf weer zichtbaar worden.